# ویوانتا
ویوانتا (انگلیسی: Vivanta) شرکت مهمان‌نوازی هندی است، که در سال ۲۰۱۰ تأسیس شد.